# Cheboygan megye
Cheboygan megye az Amerikai Egyesült Államokban, azon belül Michigan államban található. Megyeszékhelye és legnagyobb városa Cheboygan. Lakosainak száma 25 579 fő (2020. április 1.). Cheboygan megye Mackinac, Presque Isle, Montmorency, Otsego, Charlevoix és Emmet megyékkel határos.

## Népesség
A megye népességének változása:
| Lakosok száma | 26 082 | 25 947 | 25 838 | 25 726 | 25 427 | 25 579 |
|               | 2010   | 2011   | 2012   | 2013   | 2015   | 2020   |